# Cho Yeong-jae
Cho Yeong-jae (koreanska: 조영재), född 15 januari 1999, är en sydkoreansk sportskytt.

## Karriär
Vid olympiska sommarspelen 2024 i Paris tog Cho silver i 25 meter snabbpistol.